# Вулиця Гійома де Боплана
Ву́лиця Гійома де Боплана — вулиця в Деснянському районі міста Києва, селище Троєщина. Пролягає від вулиці Радосинської до вулиці Митрополита Володимира Сабодана.

## Історія
Вулиця виникла і була забудована, найімовірніше, у 1-й третині XX століття (крім початкової частини, що виникла вже у 1950—1960-х роках). 1965 року вулицю було названо на честь Василя Боженка, українського радянського військового діяча, учасник боротьби за встановлення радянської влади в Україні.
Сучасна назва на честь Гійома де Боплана, французького інженера та військового картографа, автора загальної карти України — з 2016 року.

## Установи та заклади
На вулиці розташована меблева фабрика «Вісмут» (буд. № 2).